# Pradópolis
Pradópolis est une municipalité brésilienne de l'État de São Paulo et la Microrégion de Ribeirão Preto.